# Никлас Бентнер
Никлас Бентнер (роден на 16 януари 1988 г. в Копенхаген, Дания) е бивш датски футболист. 
Бентнер играе за Tårnby Boldklub преди да се присъедини към Kjøbenhavns Boldklub през 1998. Преди да отиде в Арсенал до 2004 година има записани 6 мача и 4 гола за младежкия национален отбор по футбол на Дания.

## Успехи
Ювентус
- Серия А: 2012/13

Волфсбург
- Купа на Германия: 2014/15
- Суперкупа на Германия: 2015

Розенборг
- Елитесериен: 2017, 2018[1]
- Купа на Норвегия: 2018
- Местерфинален: 2017, 2018